# Dasychira anophoeta
Dasychira anophoeta är en fjärilsart som beskrevs av Collenette 1936. Dasychira anophoeta ingår i släktet Dasychira och familjen tofsspinnare. Inga underarter finns listade i Catalogue of Life.